# Europastraße 012
Die Europastraße 012 (kurz: E 012) ist eine Fernstraße im Südosten Kasachstans. Sie führt von Almaty in nordöstlicher Richtung nach Chorgos an der Grenze zur Volksrepublik China. In Chorgos gibt es Anschluss zur Autobahn Lianyungang–Khorgas (G30). Sie sind beide Teile des Asian Highway 5 (Shanghai – Istanbul) im Asiatischen Fernstraßen-Projekt.